# 東京都道・埼玉県道255号足立さいたま自転車道線

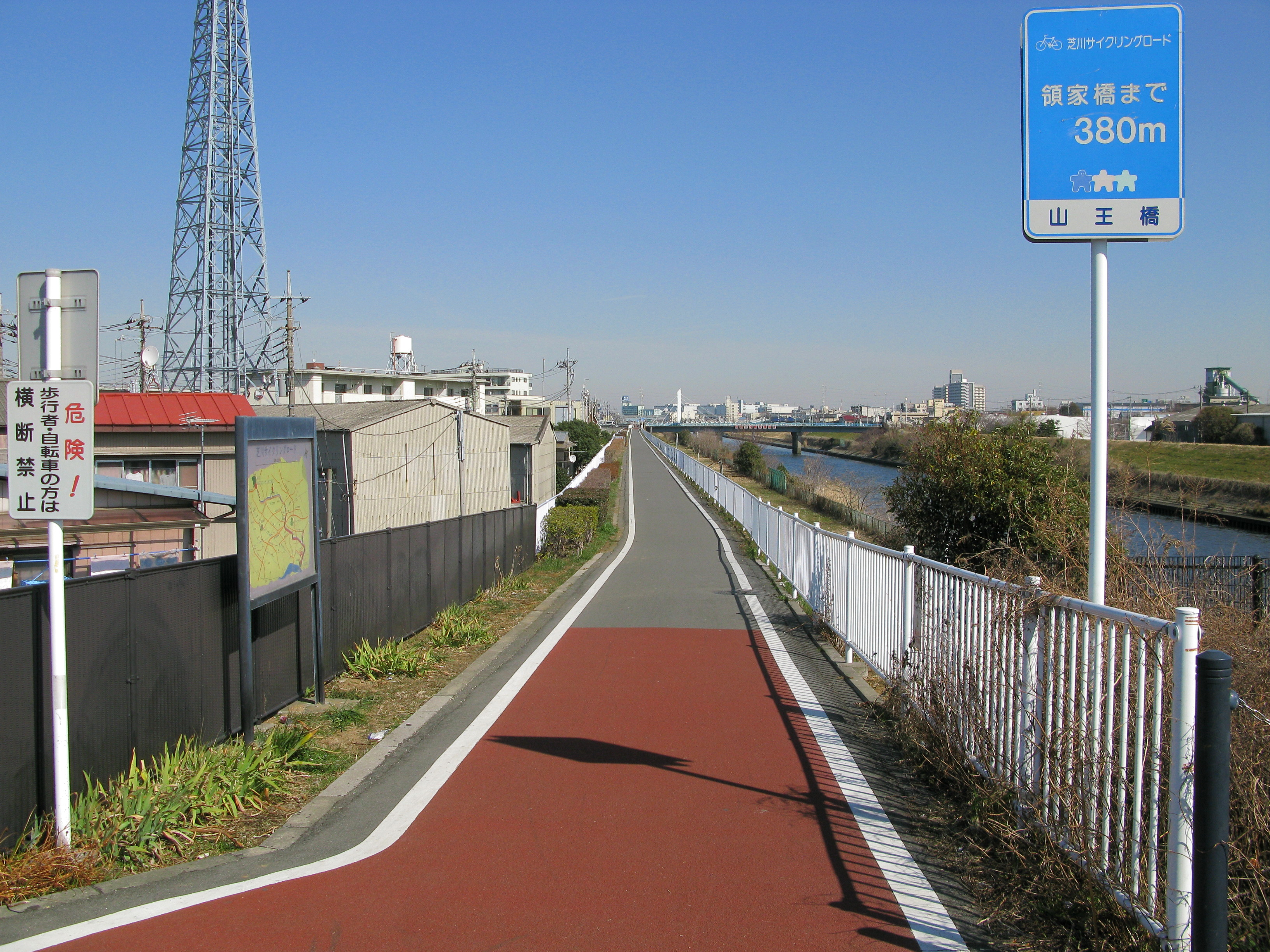
川口市領家3丁目（2012年2月）

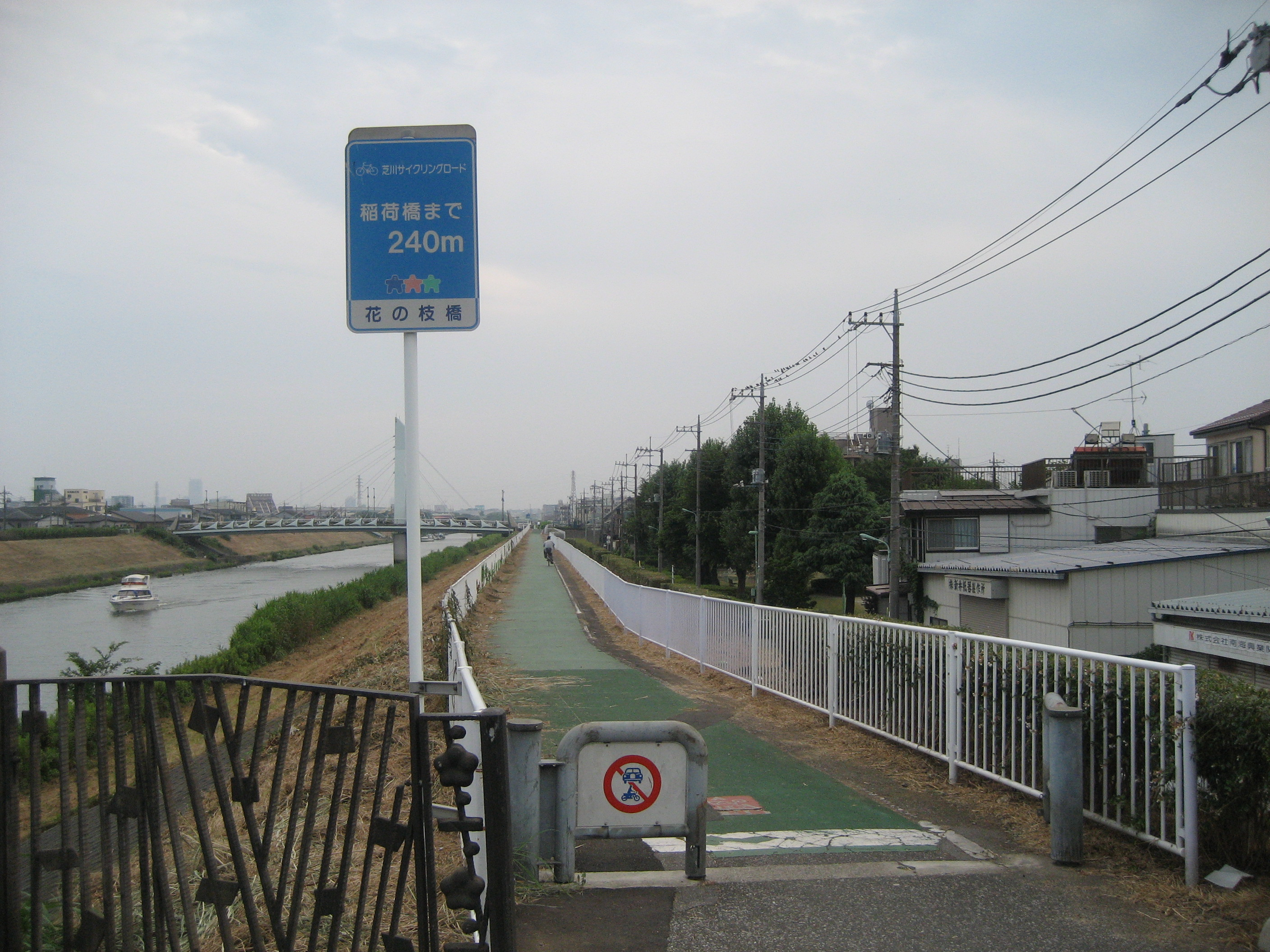
新芝川沿い。川口市内

東京都道・埼玉県道255号足立さいたま自転車道線（とうきょうとどう・さいたまけんどう255ごう あだちさいたまじてんしゃどうせん）は、東京都足立区から埼玉県さいたま市大宮区に至る都道府県道（東京都道・埼玉県道）である。

## 概要
新芝川・芝川に沿う自転車歩行者専用道路である。
なお、整理コード3601の特例都道、「二五五号線」は、千代田区から港区に至る全く別の路線である。
さいたま市管理区間の大半は、河川改修工事により未整備となっている。整備されている区間は僅か0.23kmのみである。なお、このうち埼玉県が「川の国埼玉 川の再生基本方針」に基づいて策定された「水辺再生100プラン事業」によって、国道463号の念仏橋から北へ7.8km（計画は8.5km）の区間を芝川遊歩道として2010年度（平成22年度）より整備を開始している。ただし、本道への接続・編入は未定である。また、旧大宮市が1977年（昭和52年）から1984年（昭和59年）にかけて、独自に芝川サイクリングロードとして整備した区間があるが、河川改修工事によって寸断した区間が多いようである。
- 起点：東京都足立区鹿浜二丁目（江北公園・都市農業公園）
- 終点：埼玉県さいたま市大宮区堀の内町三丁目（大宮公園・第二公園）
- 一般名称：芝川自転車道（一部。芝川自転車道の内、起点である芝川河口から鹿浜二丁目の間は都県道指定されていない。）
- 延長22.1km （東京都部0.605km・埼玉県部21.5km。なお、埼玉県管理区間12.5km・さいたま市管理区間9.0km）

## 通過する自治体
- 東京都 
  - 足立区
- 埼玉県 
  - 川口市
  - さいたま市緑区
  - さいたま市浦和区
  - さいたま市見沼区
  - さいたま市大宮区